# Matjaž Vlašič
Matjaž Vlašič, slovenski pevec, kitarist, pisec besedil in skladatelj zabavne glasbe, * 9. marec 1971, Kranj. 
Vlašič je svojo kariero začel kot član (klaviaturist) skupine Pop Design, sicer pa je avtor mnogih popevk, po izboru občinstva tudi najboljše slovenske popevke leta 2005 z naslovom Če je to slovo. Je član in vodja slovenske glasbene skupine Yuhubanda.
Od leta 1995 je poročen s tekstopisko Uršo Vlašič (rojena Drinovec), s katero imata dva sinova - Maja in Lana. Po poklicu je sicer učitelj violine, ona pa profesorica glasbe.